# Lijst van spelers van Leicester City FC
Deze lijst bevat zowel huidige als voormalige spelers van de Engelse voetbalclub Leicester City. De namen zijn alfabetisch gerangschikt.

## A
- Yuki Abe
- Charlie Adam
- Nicky Adams
- Hugh Adock
- Adrien Silva
- Steve Agnew
- Astrit Ajdarević
- Yunus Akgün
- Ade Akinbiyi
- Marc Albrighton
- Brian Alderson
- Robert Alleyne
- Tommy Allsopp
- Ben Alnwick
- Will Alves
- Daniel Amartey
- Róbert Ambrusics
- John Anderson
- Ian Andrews
- Brendel Anstey
- Colin Appleton
- George Armstrong
- Pegguy Arphexad
- Jon Ashton
- Yakubu Aiyegbeni
- Ayoze Pérez

## B
- Horace Bailey
- Joe Baillie
- Stan Baines
- Zoumana Bakayogo
- Jimmy Baldwin
- Michael Ball
- Sol Bamba
- Jack Bamber
- Gordon Banks
- Jason Banton
- Bert Barlow
- Jack Barmby
- Harvey Barnes
- Leonard Barry
- Jimmy Baxter
- Jack Beby
- Jermaine Beckford
- Roman Bednář
- Billy Bell
- Colin Bell
- David Bell
- Willie Bell
- Yohan Benalouane
- Trevor Benjamin
- Filip Benković
- Ryan Bennett
- Marcus Bent
- Bruno Berner
- Ryan Betrand
- Stephen Bicknell
- Sidney Bishop
- Adam Blake
- James Blessington
- Jeff Bockley
- Jacob Blyth
- Cian Bolger
- Gábor Bori
- Jack Bowers
- Reg Boyne
- Gordon Bradley
- Sammy Braybrooke
- Ronald Brebner
- Conor Brennan
- Rufus Brevett
- Tony Brien
- Mark Bright
- Paul Brooker
- Alistair Brown
- Grant Brown
- Jack Brown
- Wayne Brown
- Alex Bruce
- Jeffrey Bruma
- Lewis Brunt
- David Buchanan
- John Buckley
- James Bulling
- Paul Bunce
- Mark Bunn
- Willie Bushell
- Pat Byrne

## C
- Danny Cadamarteri
- Michael Cain
- Bill Calder
- Jack Calder
- Harry Callachan
- Joe Calvert
- Esteban Cambiasso
- DJ Campbell
- Johnny Campbell
- Kenny Campbell
- Kevin Campbell
- Stuart Campbell
- Vontae Campbell
- Peter Canero
- Thomas Cannon
- Brian Carey
- Lars-Gunnar Carlstrand
- Everton Carr
- Franz Carr
- George Carr
- Pat Carrigan
- Tony Carroll
- Cesare Casadei
- Timothy Castagne
- Len Chalmers
- Ashley Chambers
- James Chambers
- Arthur Chandler
- Gary Charles
- Albert Cheesebrough
- Ben Chilwell
- Ken Chisholm
- Hamza Choudhury
- Tommy Christensen
- Trevor Christie
- Alex Cisak
- Jamie Clapham
- Steve Claridge
- Allan Clarke
- Bill Clarke
- Clive Clarke
- Malcolm Clarke
- Pat Clarke
- Wayne Clarke
- Tommy Clay
- Stephen Clemence
- Tom Cleverley
- Conor Coady
- Gary Coatsworth
- Joe Cobb
- Mick Cochrane
- Stan Collymore
- David Connolly
- Paul Cooper
- Willie Corbett
- Steve Corica
- Carl Cort
- Tony Cottee
- William Coutts
- Lee Cox
- Danny Coyne
- Richard Cresswell
- Jack Crisp
- Leon Črnčič
- Graham Cross
- Nicky Cross
- Greg Cunningham
- Laurie Cunningham
- Willie Cunningham
- John Curtis
- Nicholas Cusack

## E
- Darren Eadie
- Steve Earle
- Peter Eastoe
- Peter Eccles
- Paul Edmunds
- Les Edwards
- Marc Edworthy
- Tommy Eggleston
- Callum Elder
- Matt Elliott
- Kevin Ellison
- Lee Ellison
- Thomas English
- Kelvin Etuhu
- Allan Evans
- Jonny Evans
- Oliver Ewing

## F
- Wout Faes

## I
- Vicente Iborra
- Ignasi Miquel
- Kelechi Iheanacho
- Carl Ikeme
- Andy Impey
- Gökhan Inler
- Abdul Issahaku
- Daniel Iversen
- Muzzy Izzet

## M
- Ahmed Musa

## O
- Mick O'Brien
- Taffy O'Callaghan
- Chris O'Grady
- Joe O'Neil
- John O'Neill
- Luke O'Neill
- Pat O'Toole
- Scott Oakes
- Stefan Oakes
- Matt Oakley
- Eric Odhiambo
- Chituru Odunze
- John Ogilvie
- Shinji Okazaki
- David Oldfield
- André Olukanmi
- Ian Ormondroyd
- Freddie Osborn
- Reg Osborne
- Russell Osman

## P
- Dennis Praet

## Q
- Jimmy Quinn

## T
- Youri Tielemans

## U
- Daniel Uchechi
- Ted Udall
- Robert Ullathorne
- Leonadrdo Ulloa
- Cengiz Ünder
- Matthew Upson

## V
- Patrick van Aanholt
- Jamie Vardy
- Darius Vassel
- James Vaughan
- Mark Venus
- Aman Verma
- Jannik Vestergaard

## Y
- Steve Yates
- Mark Yeates
- Alan Young
- Archie Young

## Z
- Theodoros Zagorakis
- Ron-Robert Zieler